# Soosan Firooz
Soosan Firooz (dari: سوسن فیروز)  (Kabul, 1989) de vegades escrit Susan Feroz, és una actriu i rapera afganesa. Ha estat descrita com la primera dona rapera de l'Afganistan. És una figura controvertida que desafia les normes socials i el paper tradicional de les dones afganeses.
Firooz va néixer a l'Afganistan. La seva família va fugir del país i va viure set anys en un camp de refugiats iranians durant la guerra civil de l'Afganistan a la dècada del 1990. A l'Iran, es va trobar amb l'hostilitat dels iranians i no va poder anar a l'escola amb regularitat a causa de problemes burocràtics. La seva família va passar tres anys al Pakistan com a refugiats.
Després de la caiguda dels talibans, la família de Firooz va tornar a l'Afganistan. Es van traslladar a Kandahar el 2003, on el seu pare havia aconseguit una feina. Va treballar al costat dels seus germans, teixint catifes. La família es va traslladar a Kabul el 2011 i ella es va convertir en actriu, fent petits papers en fulletons i telefilms en televisions locals.
Firooz va demanar i va rebre permís per fer rap del seu pare, Abdul Ghafar Firooz. Va cridar l'atenció del músic afganès Farid Rastagar (فريد رستگار), que la va promocionar i va compondre el seu primer senzill. Firooz fa rap en darí. El seu primer senzill, «Els Nostres Veïns», va ser llançat el 2012. La cançó explora la difícil situació dels refugiats afganesos en termes cruels. Va ser compost per Rastagar amb lletra del poeta Suhrab Sirat. La seva cançó, «Naqisul Aql», significa pertorbat mental i és un epítet utilitzat contra les dones a l'Afganistan.
Firooz viu amb la seva família al nord de Kabul. Ha estat amenaçada amb atacs amb àcid, segrest i de mort. La seva mare, que fa feina humanitària al sud de l'Afganistan, també ha rebut amenaces de mort. El seu pare va deixar la seva feina al departament d'electricitat i actua com a gerent i guardaespatlles, acompanyant-la als estudis. El seu oncle va tallar les relacions amb la seva família per desaprovació que Firooz aparegués a la televisió i cantant.
Firooz va actuar en un festival de música de tres dies a Kabul l'octubre de 2012.